# Oberonia macrostachys
Oberonia macrostachys är en orkidéart som beskrevs av Henry Nicholas Ridley. Oberonia macrostachys ingår i släktet Oberonia och familjen orkidéer. Inga underarter finns listade i Catalogue of Life.